# Classe Mameli
I sommergibili italiani della classe Mameli furono i primi ad essere costruiti dopo la prima guerra mondiale, a partire dal 1925. Tutte e quattro le unità di questa classe furono ultimate nel corso del 1929. 
La classe Mameli rappresenta il capostipite da cui discesero tutte le future classi di sommergibili italiani del primo dopoguerra.

## Progetto e caratteristiche
Appartenenti alla tipologia «Cavallini» a doppio scafo parziale (della quale furono il primo esempio) furono la migliore classe di sommergibili italiani del loro periodo, dimostrando buone qualità di robustezza, velocità, manovrabilità, stabilità in profondità, spaziosità e comodità.
A riprova della loro validità vi è il fatto che nel 1942, quando ormai le unità delle contemporanee o di poco successive classi Balilla, Pisani e Fieramosca erano in progressivo disarmo o erano già state disarmate, se ne progettò invece il rimodernamento con la sostituzione dell'apparato motore e di altre apparecchiature; anche se i sommergibili riammodernati ebbero una breve vita operativa (i lavori furono ultimati nell'estate 1943) diedero ancora ottima prova fino alla radiazione.

## Le unità
Tutte e quattro le unità furono prodotte dai cantieri Tosi di Taranto.
- Goffredo Mameli
- Pier Capponi
- Giovanni da Procida
- Tito Speri

Operarono in missioni offensive nella prima fase della seconda guerra mondiale (1940-1941) riportando due non grandi successi, ossia l'affondamento, nei primi mesi di guerra, dei piccoli piroscafi Helge e Beme ad opera rispettivamente del Pier Capponi e del Goffredo Mameli. L'unica unità perduta nel conflitto fu il Pier Capponi, silurato dal sommergibile Rorqual nel 1941; gli altri tre, destinati prevalentemente ad attività addestrativa dai primi mesi del 1941, operarono con le stesse funzioni durante la cobelligeranza fra Italia e Alleati e furono smantellati nel dopoguerra.